# Grace Jividenová
Grace Lilian Jividenová (* 12. června 1964 Buffalo) je bývalá americká zápasnice – judistka.

## Sportovní kariéra
Vyrůstala ve španělském Madridu, kde začala s judem po boku starších bratrů. Po skončení střední školy St. Mary's High v Colorado Springs v roce 1982 šla studovat do rodného Buffala na Canisius College sportovní medicínu. V roce 1984 se poprvé dostala do reprezentačního výběru trenéra Jima Hrbka jako náhradnice za Christine Penickovou ve střední váze do 66 kg. O pozici reprezentační jedničky tvrdě bojovala po celou sportovní kariéru. V roce 1992 vyhrála americkou olympijskou kvalifikaci na olympijské hry v Barceloně před talentovanou Liliko Ogasawaraovou. V Barceloně prohrála v úvodním kole na body (yuko) s pozdější vítězkou Kubánkou Odalis Revéovou. V opravném pavouku se do bojů o medaile neprobojovala a obsadila dělené 7. místo.
Od roku 1993 přestoupila do vyšší polotěžké váhy do 72 kg, ve které v roce 1996 neuspěla v americké olympijské kvalifikaci na domácí olympijské hry v Atlantě kvůli Sandy Bacherové. V roce 1998 došlo k změnám váhových limitů a startovala v nově definované střední váze do 70 kg. V roce 2000 se opět do amerického olympijského týmu nevešla kvůli lepší Bacherové. V 37 letech se rozhodla pokračovat v nižší polostřední váze do 63 kg. V roce 2004 prohrála ve finále americké olympijské kvalifikace na olympijské hry v Athénách s o generaci mladší Rondou Rouseyovou a vzápětí ukončila sportovní kariéru. Věnuje se trenérské práci.

## Výsledky
| Turnaj                  | 1986         | 1987         | 1988         | 1989         | 1990         | 1991         | 1992         | 1993           | 1994           | 1995           | 1996           | 1997           | 1998    | 1999    | 2000    | 2001        | 2002        | 2003        |
| Turnaj                  | 22           | 23           | 24           | 25           | 26           | 27           | 28           | 29             | 30             | 31             | 32             | 33             | 34      | 35      | 36      | 37          | 38          | 39          |
| Turnaj                  | střední váha | střední váha | střední váha | střední váha | střední váha | střední váha | střední váha | polotěžká váha | polotěžká váha | polotěžká váha | polotěžká váha | polotěžká váha | střední | střední | střední | polostřední | polostřední | polostřední |
| ----------------------- | ------------ | ------------ | ------------ | ------------ | ------------ | ------------ | ------------ | -------------- | -------------- | -------------- | -------------- | -------------- | ------- | ------- | ------- | ----------- | ----------- | ----------- |
| Olympijské hry          |              |              | —            |              |              |              | 7.           |                |                |                | —              |                |         |         | —       |             |             |             |
| Mistrovství světa       | úč.          | —            |              | úč.          |              | —            |              | —              |                | úč.            |                | —              |         | —       |         | úč.         |             | úč.         |
| Panamerické hry         |              | —            |              |              |              | —            |              |                |                | 3.             |                |                |         | —       |         |             |             | 7.          |
| Panamerické mistrovství | —            |              | ?            |              | 2.           |              | úč.          |                | 2.             |                | —              | ?              | —       | —       | —       | 3.          | 5.          | 2.          |